# Everlyn Nicodemus
Everlyn Nicodemus, née en 1954 à Marangu en Tanzanie, est une artiste, poétesse, écrivaine et conservatrice britannique d'origine tanzanienne, installée à Édimbourg, en Écosse.

## Biographie
Everlyn Nicodemus naît en 1954 à Marangu dans la colonie britannique du Tanganyika, actuellement la Tanzanie. 
Elle est d'abord inscrite dans une école de formation d'enseignante. Elle s'échappe de son école pour épouser un économiste suédois travaillant en Tanzanie. Le couple s'installe en Suède en 1973, où, influencée par ses expériences de racisme quotidien, elle s'inscrit à l'Université de Stockholm en 1978 pour étudier l'anthropologie sociale. Critiquant cette discipline, elle la renverse et l'applique pour étudier ses confrères suédois.
De retour en Tanzanie pour y travailler sur le terrain, Everlyn Nicodemus commence à créer des réalisations artistiques en réponse au malaise qu'elle ressent face à l'anthropologie. Cela la conduit rapidement à une exposition personnelle de peintures et de poèmes au Musée national de Tanzanie à Dar es Salam en 1980.
Après avoir divorcé de son premier mari, Everlyn Nicodemus épouse Kristian Romare, un historien de l'art suédois, et s'installe d'abord avec lui à Still en Alsace en 1987, puis ils déménagent à Édimbourg en 2008. 
Les œuvres d'Everlyn Nicodemus sont des peintures, des collages, des assemblages de techniques mixtes et de la poésie. Elle est influencée par le racisme, les traumatismes subis, le SSPT et le rétablissement. Elle termine en 2012 son doctorat sur l'art moderne africain et le traumatisme culturel noir à l'Université Middlesex.
Everlyn Nicodemus remporte en 2022 le prix de la Fondation Freelands, qui finance la première exposition rétrospective de son oeuvre, aux Galeries nationales d'Écosse de septembre 2024 à mai 2025. Son tableau Självporträtt, Åkersberga est acheté par la National Portrait Gallery de Londres en 2022. Il est le premier autoportrait peint par une artiste noire dans la collection du musée.

## Principales œuvres

### Œuvres picturales
- Explorer, 1987, Richard Saltoun Gallery, Londres – Exposée en 2025 dans le cadre de l'exposition Paris noir au Centre Pompidou, Paris[1].
- Självporträtt, Åkersberga, National Portrait Gallery, Londres[6].

### Œuvres littéraires
- (en) Trapped reality, avec Luk Lambrecht, Jon Thompson, Willy Thomas et José Lebrero Stals, Centre d'art Santa Monica, Barcelone, 1997.
- L'Art moderne africain et le traumatisme culturel noir, Université Middlesex, 2012[4].
- (en) Modern art in Africa, Asia and Latin America : an introduction to global modernisms, avec Elaine O'Brien et Melissa Chiu, Malden, Wiley-Blackwell, 2013.